# Каронно-Пертузелла
Каронно-Пертузелла (итал. Caronno Pertusella) — город и коммуна в Италии, располагается в провинции Варесе области Ломбардия.
Население составляет 12 973 человека (на 2004 г.), плотность населения составляет 1507 чел./км². Занимает площадь 8 км². Почтовый индекс — 21042. Телефонный код — 02.
Покровителями коммуны почитаются святой мученик Александр Бергамский, святая Маргарита и святой Иосиф Обручник.